# Рубенс Корубин
Рубенс Корубин је рођен 1949. године у Прилепу. Дипломирао је на Факултету ликовних уметности у Београду, а 1976. завршио постдипломске студије у класи Младена Србиновића. Иза њега има више самосталних и групних изложби, како у земљи, тако и у иностранству. Излагао је самостално у Скопљу, Сомбору, Београду, Битољу, Прилепу и Паризу. Учествовао је на неколико групних умјетничких изложби у земљи и иностранству. Корубин је аутор два монументална мозаика: "Пелинце 2004" и "Цупидае Легум Иувентути" на Правном факултету "Јустинијан први" у Скопљу. Освојио је пет националних награда, укључујући и "Гран при" и "Зимски салон" на ДЛУМ 2005. године. Ожењен је  модном дизајнерком  Лилом Корубин са којом има два сина Дамјана и Михаила. [2] Живи и ради у Скопљу.

## Самосталне изложбе
- 1979 Скопје, Галерија ДЛУМ
- 1980 Сомбор, "Уметничка есен"
- 1980 Скопје, Културни центар  Скопље
- 1982 Белград, Уметничка галерија
- 1985 Прилеп, Дом културе Марко Цепенков
- 1985 Битола, Уметничка галерија Моша Пијаде
- 1985 Скопје, Уметничка галерија Даут Пашин Аман
- 1987 Belgrade, Уметничка галерија Атриум
- 1992 Скопје, Уметничка галерија Даут Пашин Аман
- 1997 Париз, Уметничка галерија Le Lys
- 1998 Скопје, Уметничка галерија МАНУ
- 2001 Скопје, Музеј  Скопље
- 2010 Скопје, Културни информативни центар - Скопље "Месечеве приче"
- 2011 Скопје, Канада, Безпала Браун Галерија "Уметник и његова муза"

## Радови Рубенса Цорубина су део трајне изложбе следећих музеја
- Бања Лука, 30 година - Музеј  савремене уметности Бања Лука, Босна и Херцеговина
- Национална галерија  Македоније
- Музеј савремене уметности Скопље Македонија

## Споменици
- 2004 Мозаик "Македонија" у Меморијалном центру АСНОМ - Пелинце
- 2006 Мозаик "Cupidae Legum Iuventuti" на Правном факултету "Јустинијан први" у Скопљу